# Bowers (Delaware)
Bowers je gradić u američkoj saveznoj državi Delaware. Prema popisu stanovništva iz 2010. u njemu je živjelo 335 stanovnika.